# Celera
Die Celera Corporation ist ein US-amerikanisches Unternehmen, das im Mai 1998 von der PE Corporation (heute Applera Corporation) und Craig Venter, einem Genomforscher und Gründer des Institute for Genomic Research (TIGR), gegründet wurde. Das Unternehmen wurde gegründet, um durch DNA-Sequenzierungen Informationen über Genome zu sammeln. So gab Craig Venter bereits im Gründungsjahr bekannt, er wolle das gesamte menschliche Genom schneller und billiger entschlüsseln als das Humangenomprojekt. Zur Sequenzierung sollte die Shotgun-Methode dienen. 2000 wurden schließlich die vorläufigen Ergebnisse veröffentlicht, nach denen 96 % des menschlichen Genoms entschlüsselt wurden. 
Zum 17. Mai 2011 wurde Celera durch Quest Diagnostics übernommen.

## Von Celera Genomics sequenzierte Genome
Prokaryoten:
- Haemophilus influenzae

Eukaryoten:
- Drosophila melanogaster
- Mensch (Homo sapiens)
- Maus[3]